# Sainte-Maure-de-Touraine
Sainte-Maure-de-Touraine település Franciaországban, Indre-et-Loire megyében. Lakosainak száma 4118 fő (2022. január 1.). Sainte-Maure-de-Touraine Bossée, Draché, Le Louroux, Maillé, Noyant-de-Touraine, Pouzay, Sainte-Catherine-de-Fierbois, Saint-Épain és Sepmes községekkel határos.

## Népesség
A település népessége az elmúlt években az alábbi módon változott:
| Lakosok száma | 3574 | 4130 | 3983 | 3995 | 4290 | 4351 | 4214 | 4150 | 4147 | 4118 |
|               | 1968 | 1982 | 1990 | 2006 | 2013 | 2015 | 2017 | 2019 | 2020 | 2022 |